# フランシス・カニンガム (第2代カニンガム侯爵)

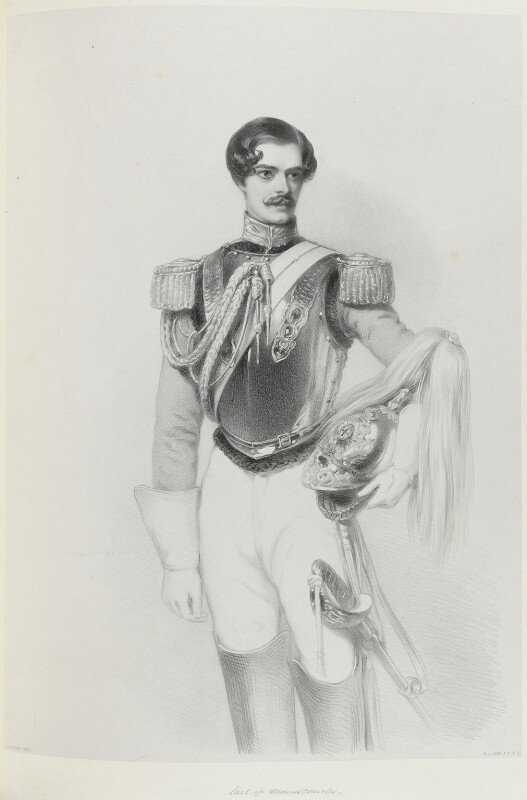
リチャード・ジェームズ・レーン画のカニンガム侯

第2代カニンガム侯爵フランシス・ナサニエル・カニンガム（英: Francis Nathaniel Conyngham, 2nd Marquess Conyngham, KP, GCH, PC、1797年6月11日 - 1876年7月17日）は、イギリスの政治家・貴族。

## 経歴

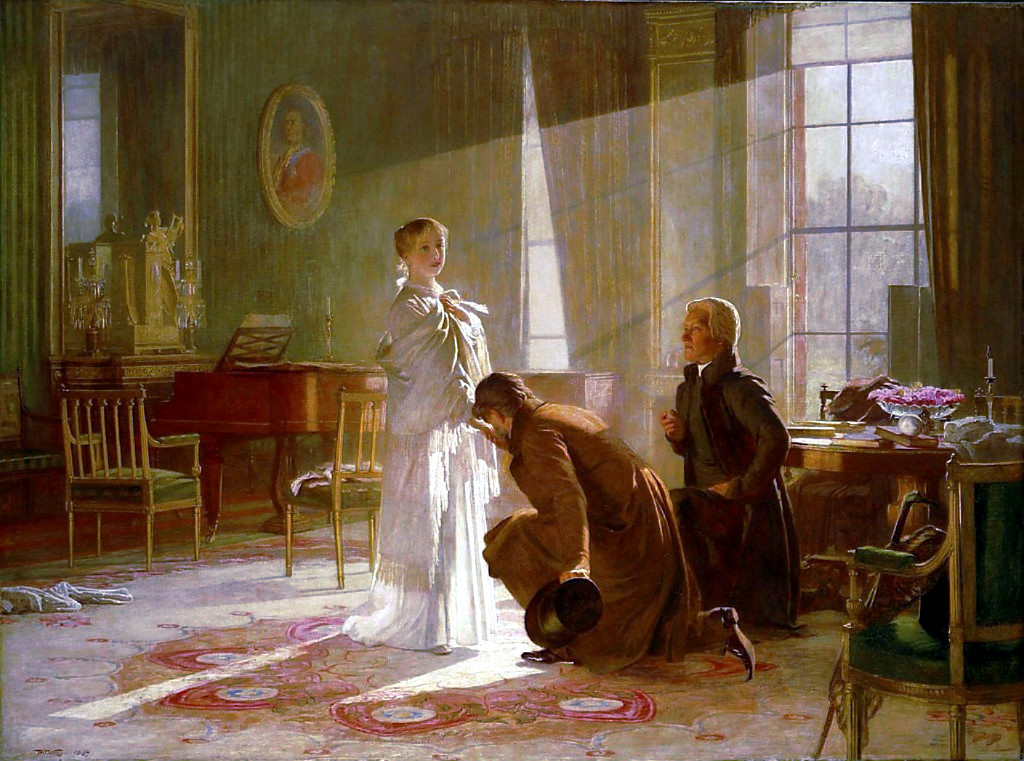
新女王ヴィクトリアの御前に跪いてその手に口づけをして忠誠を誓う宮内長官カニンガム侯とカンタベリー大主教ウィリアム・ハウリ。

アイルランド貴族の初代カニンガム子爵ヘンリー・カニンガム(後にカニンガム侯爵に叙せられる)の次男としてアイルランド・ダブリンに生まれる。母はその妻エリザベス(旧姓デニソン)。兄にヘンリー(父に先立つ)、弟に後にロンデスバラ男爵に叙されるアルバート・デニソンがいる。
イートン・カレッジを卒業。1818年6月から1820年12月までウェストベリー選挙区から、1825年2月から1831年5月まではドニゴール選挙区から選出されて庶民院議員を務める。
トーリー党政権下で衣服長官(在職1820年-1830年)、外務政務次官(在職1823年-1826年)、下級大蔵卿(Lord of the Treasury)(在職1826年-1830年)などの役職を歴任した。
1832年12月28日に父が死去し、カニンガム侯爵位を継承した。継承した爵位の中には連合王国貴族爵位ミンスター男爵位もあったため、貴族院議員に列した。
その後ホイッグ党の第2代メルバーン子爵ウィリアム・ラムの政権に参加し、郵政長官(在職1834年、1835年)や宮内長官(在職1835年-1839年)を務めた。
1835年5月には枢密顧問官(PC)に列する。
宮内長官在職中の1837年6月20日午前2時20分、ウィリアム4世が崩御した。早朝カンタベリー大主教ウィリアム・ハウリとともにヴィクトリア女王のいるケンジントン宮殿に入り、彼女の引見を受けた。カニンガム卿は新女王に「国王陛下が崩御されました。女王陛下万歳！」と叫び、彼女の前に跪いてその手にキスをして忠誠を捧げた。
1869年から1876年にかけてはミース知事を務めた。1876年7月17日にロンドン・ハミルトン・プレイスで死去した。

## 栄典

### 爵位
- 1832年12月28日、第2代カニンガム侯爵(1816年創設アイルランド貴族爵位)
- 1832年12月28日、第2代カニンガム伯爵(1797年創設アイルランド貴族爵位)
- 1832年12月28日、第2代マウント・チャールズ伯爵(1816年創設アイルランド貴族爵位)
- 1832年12月28日、第2代カウンティ・オブ・ドニゴールにおけるマウント・チャールズのカニンガム子爵(1789年創設アイルランド貴族爵位)
- 1832年12月28日、第2代マウント・チャールズ子爵(1797年創設アイルランド貴族爵位)
- 1832年12月28日、第2代スレーン子爵(1816年創設アイルランド貴族爵位)
- 1832年12月28日、第4代カウンティ・オブ・ドニゴールにおけるマウント・チャールズのカニンガム男爵(1781年アイルランド貴族爵位)
- 1832年12月28日、第2代カウンティ・オブ・ケントにおけるミンスター・アビーのミンスター男爵(1821年創設連合王国貴族爵位)[2]

### 勲章
- 1823年、ロイヤル・ゲルフ勲章（英語版）(GCH)[2]
- 1833年5月27日、聖パトリック勲章ナイト(KP)[7]

## 家族
1824年に初代アングルシー侯爵ヘンリー・パジェット元帥の娘ジェーンと結婚。彼女との間に以下の2男4女を儲ける。
- 第1子(長男)ジョージ・ヘンリー・カニンガム (1825–1882) ： 第3代カニンガム侯爵
- 第2子(長女)ジェーン・カニンガム（英語版） (1826–1900) ： 第2代チャーチル男爵フランシス・チャーチルと結婚。
- 第3子(次女)エリザベス・ジョージアナ・カニンガム (-1904) ： 第11代ウィンチルシー伯爵ジョージ・フィンチ＝ハットン（英語版）と結婚。
- 第4子(三女)セシリア・オーガスタ・カニンガム (-1877) ：  第2代準男爵サー・セオドア・ブリンクマン（英語版）と結婚。
- 第5子(四女)フランセス・キャロライン・マーサ・カニンガム (1827–1898) ： グスタフ・ランバートと結婚。
- 第6子(次男)フランシス・ナサニエル・カニンガム（英語版） (1832–1880) ： 政治家